# Polytremis lubricans
Polytremis lubricans, thường được biết đến với tên the Contiguous Swift, là một loài bướm thuộc họ Hesperiidae.